# SPA 80 hp
Lo SPA 80 hp è stato un motore aeronautico a 10 cilindri radiali raffreddati ad aria prodotto dall'azienda italiana Società Piemontese Automobili nel 1914.